# Ermitage Notre-Dame de Font-Romeu
L'ermitage Notre-Dame de Font-Romeu se situe sur la commune de Font-Romeu-Odeillo-Via dans le département des Pyrénées-Orientales (région Occitanie), à environ un kilomètre au nord du centre-ville, sur la route départementale 618 en direction de Bolquère.
Les façades et toitures des bâtiments de l'ermitage, la chapelle avec le décor du camaril et le retable du maître-autel ont été inscrits au titre des monuments historiques en 1999.

## Historique
Construits au XVIIe siècle, puis plusieurs fois agrandis, les bâtiments actuels recouvrent un lieu de pèlerinage plus ancien, datant du milieu du Moyen-Âge. Ils s'organisent autour d'une cour rectangulaire, fermée au nord par la chapelle Notre-Dame. Achevée au XVIIe siècle, en 1686, la chapelle est remaniée au XVIIIe siècle. Elle abrite trois retables, dont le plus remarquable est dédié à la Vierge Marie. Il fut en partie réalisé par le sculpteur catalan Joseph Sunyer, entre 1704 et 1707. Un des fils de l'artiste repose d'ailleurs dans l'église, comme l'atteste l'inscription funéraire visible dans le mur de l'édifice, face au portail d'entrée.
L'ermitage comporte un camaril très richement décoré, dans lequel est abritée la statue de la Vierge de Font-Romeu, sculpture romane datée du XIIe siècle. Cette pièce de 4 m sur 4 est accolée à l'est de l'église, dont elle est séparée par le retable du maître-autel. Elle a été élevée à l'emplacement de l'oratoire primitif au XVIIIe siècle, et décorée par l'artiste Joseph Sunyer, certainement avant 1734. Le mobilier qui l'orne est classé monument historique depuis 1928.
Les bâtiments abritent également une fontaine, dotée d'une piscine datée du milieu du XVIIIe siècle. Elle serait à l'origine de guérisons miraculeuses, comme semblent l'attester certains des nombreux ex-votos situés dans la chapelle de l'ermitage. Cette fontaine est certainement à l'origine du nom du lieu, qui deviendra également celui de la célèbre station : « Font-Romeu » signifie en effet « fontaine du pèlerin » (le « romeu » étant à l'origine le pèlerin en route vers Rome, puis, par extension, tout pèlerin, en particulier en route pour Saint-Jacques).
La statue de la Vierge est descendue par procession (Baixar ou Despedida) le 8 septembre (ou le dimanche le plus proche) à l'église d'Odeillo où elle reste en hiver, puis est remontée (Pujar) au printemps (dimanche de la Trinité) à l'Ermitage où elle passe l'été. Ce rite rappelle la tradition des transhumances, au cours de laquelle les bouviers et bergers montent dans les alpages où ils passent la belle saison, et redescendent ensuite pour passer l'hiver à l'abri. Il est possible que la Vierge de Font-Romeu ait à l'origine accompagné ce mouvement pastoral ; cela pourrait expliquer pourquoi son dos est creux : elle serait ainsi plus facile à transporter.

## Photographies

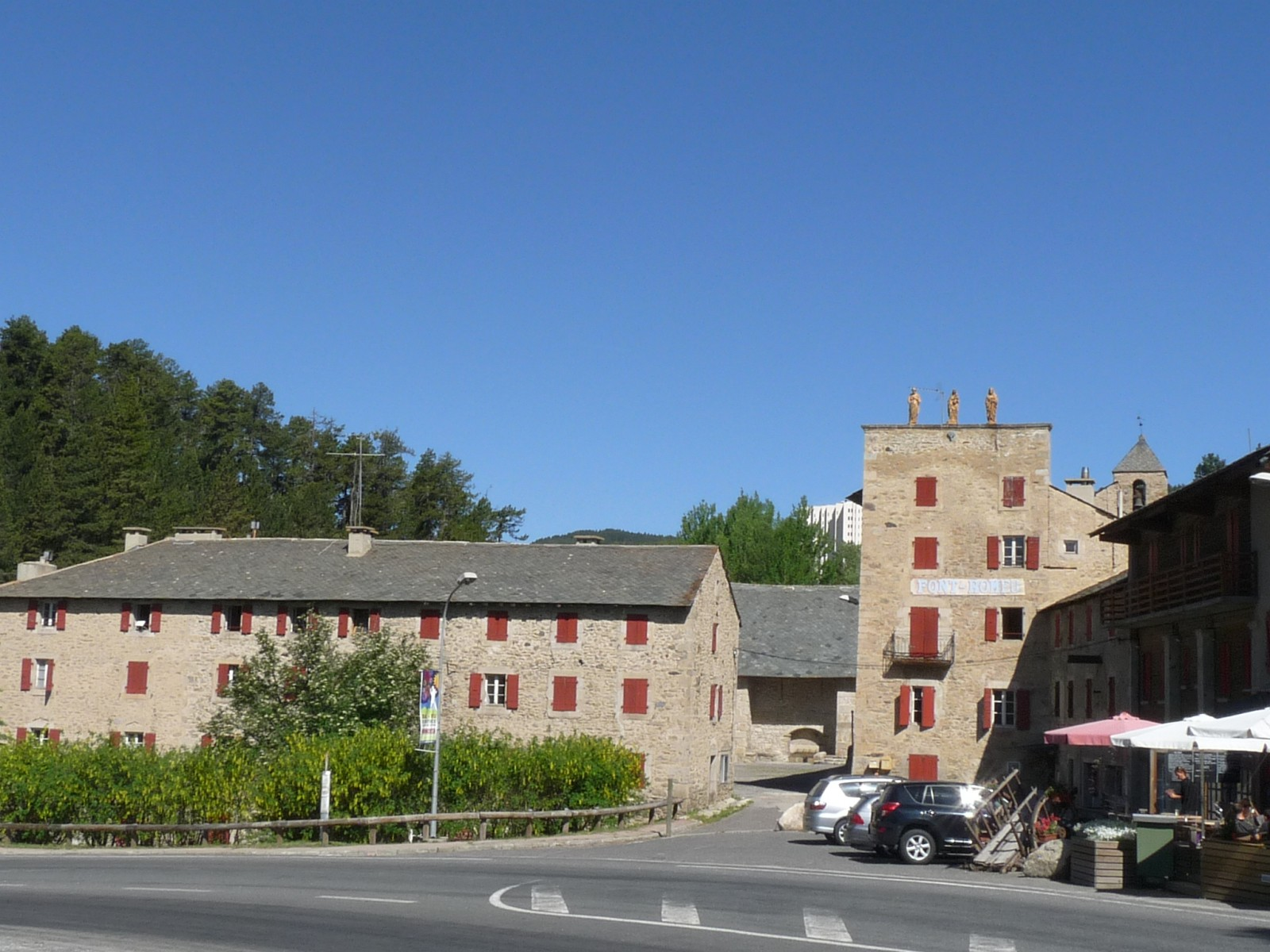
Vue d'ensemble, du sud-est
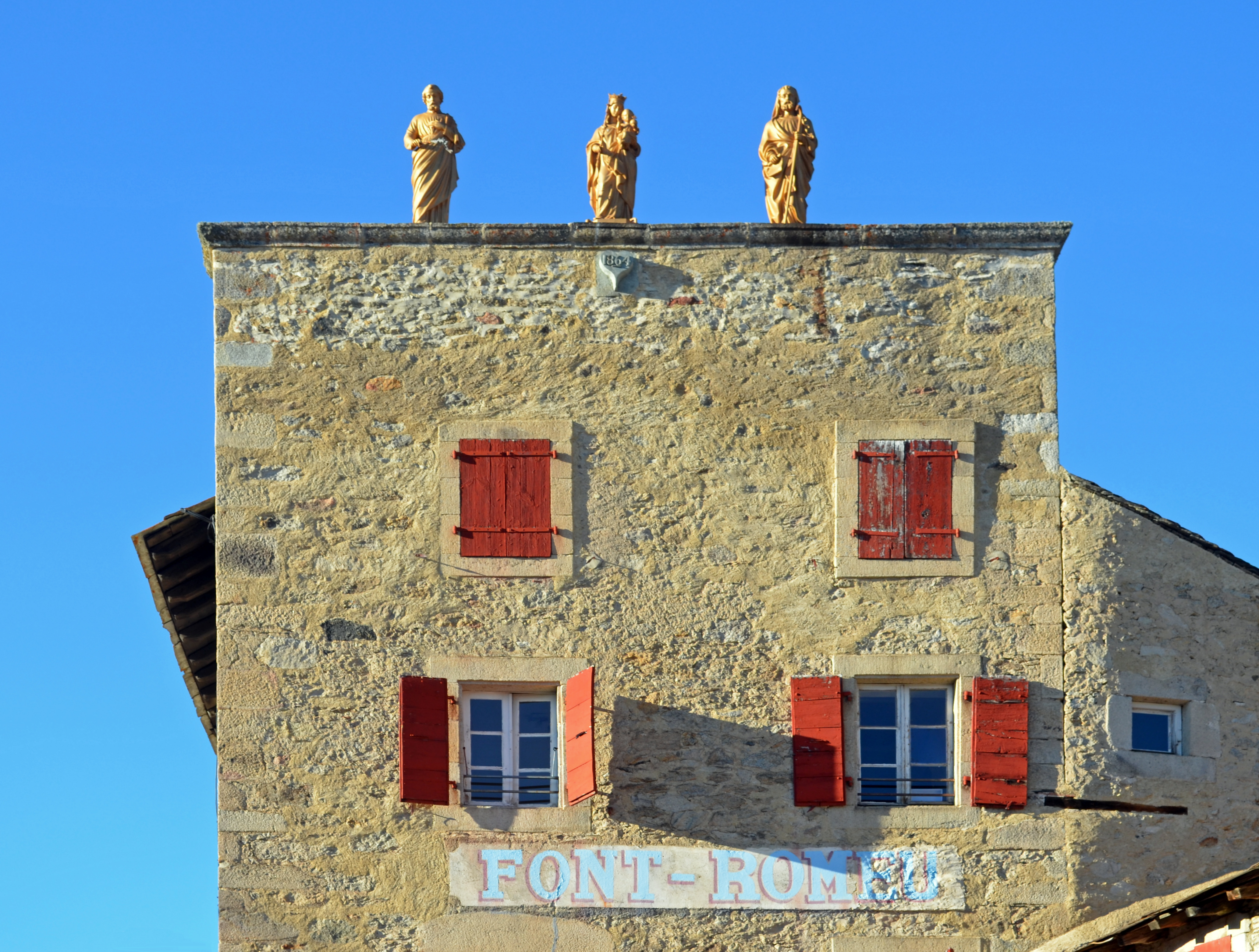
Pignon sud de l'ermitage
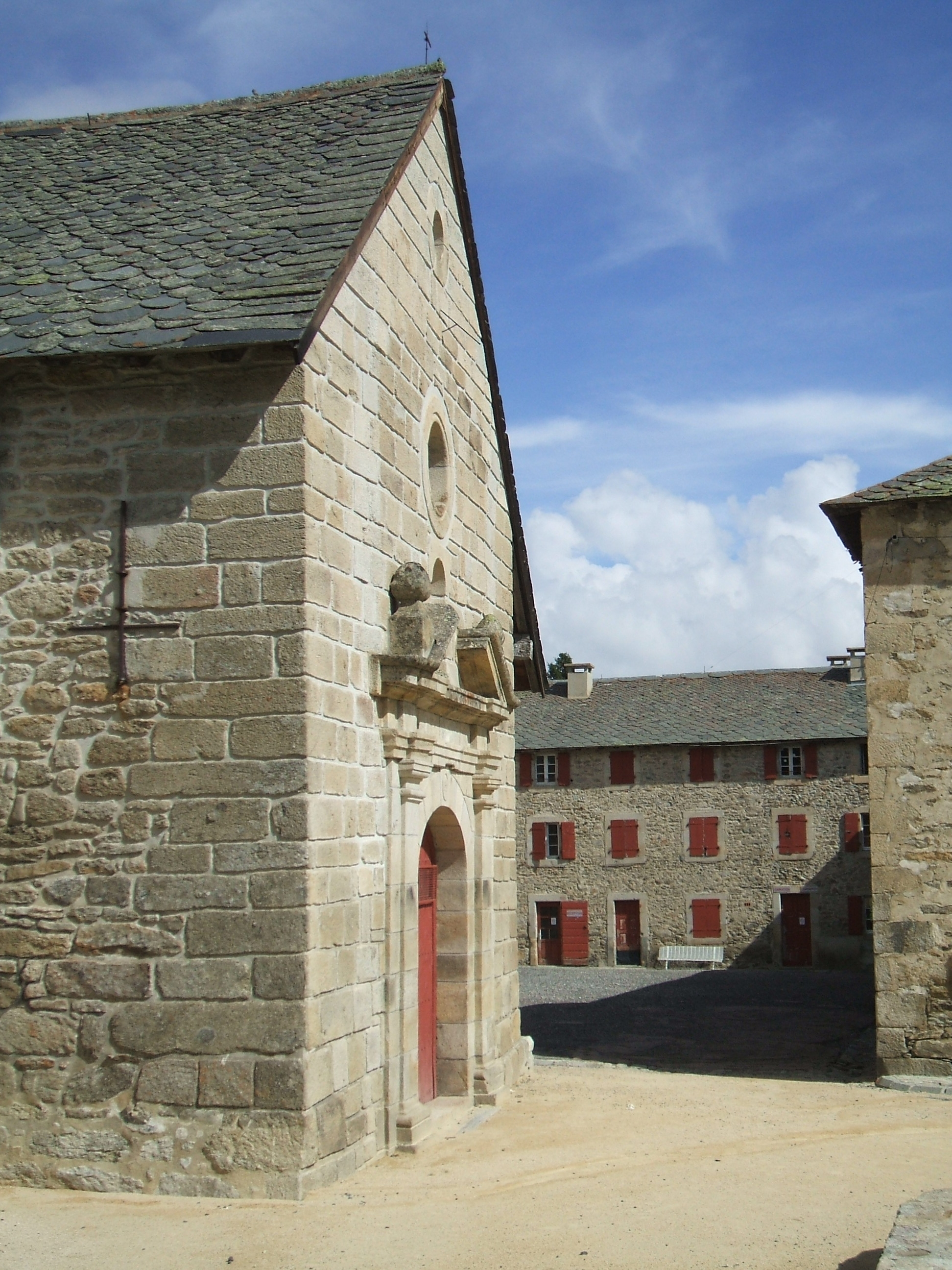
Cour centrale et façade ouest de la chapelle
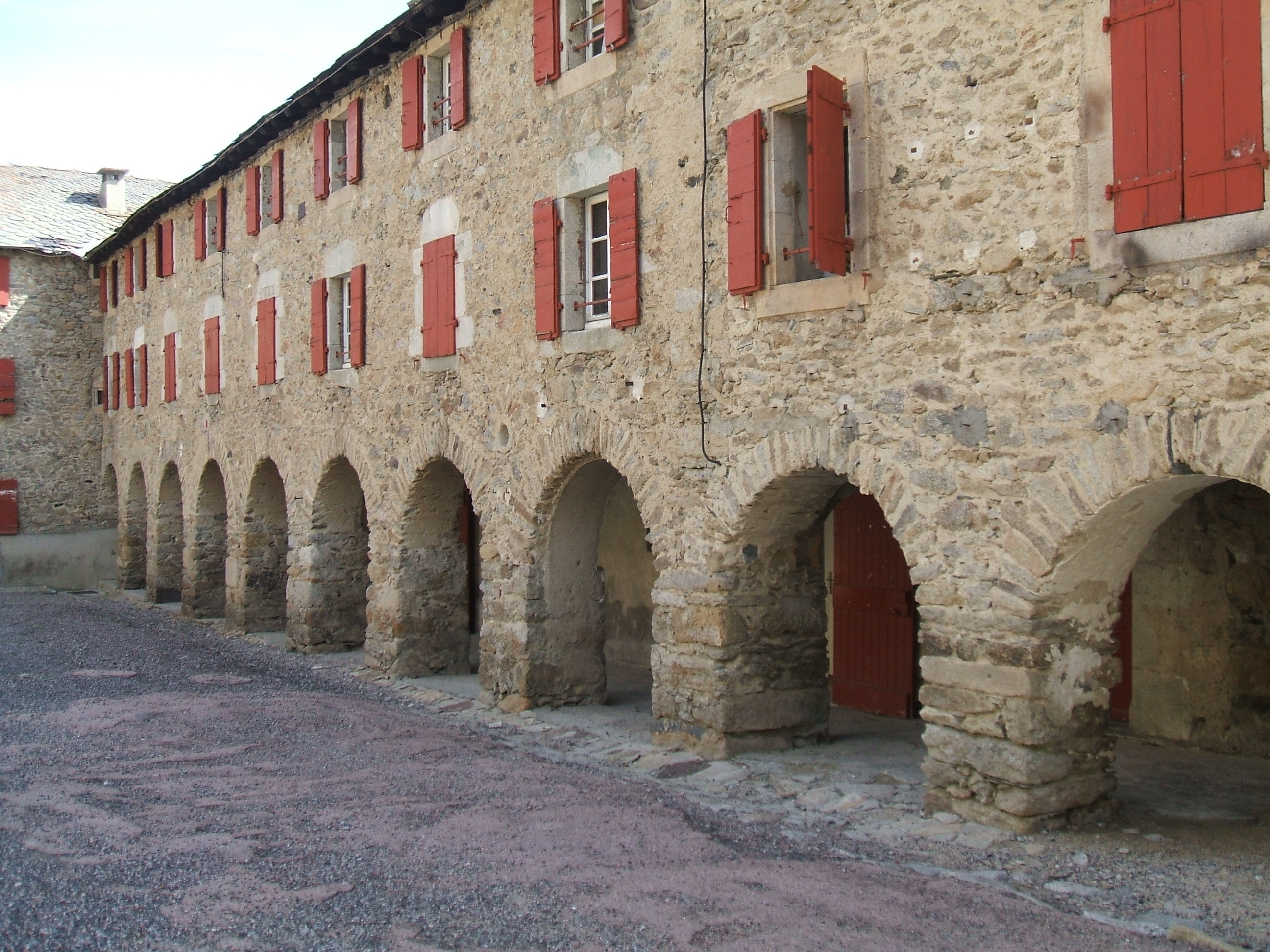
Arcades sur le côté ouest de la cour intérieure
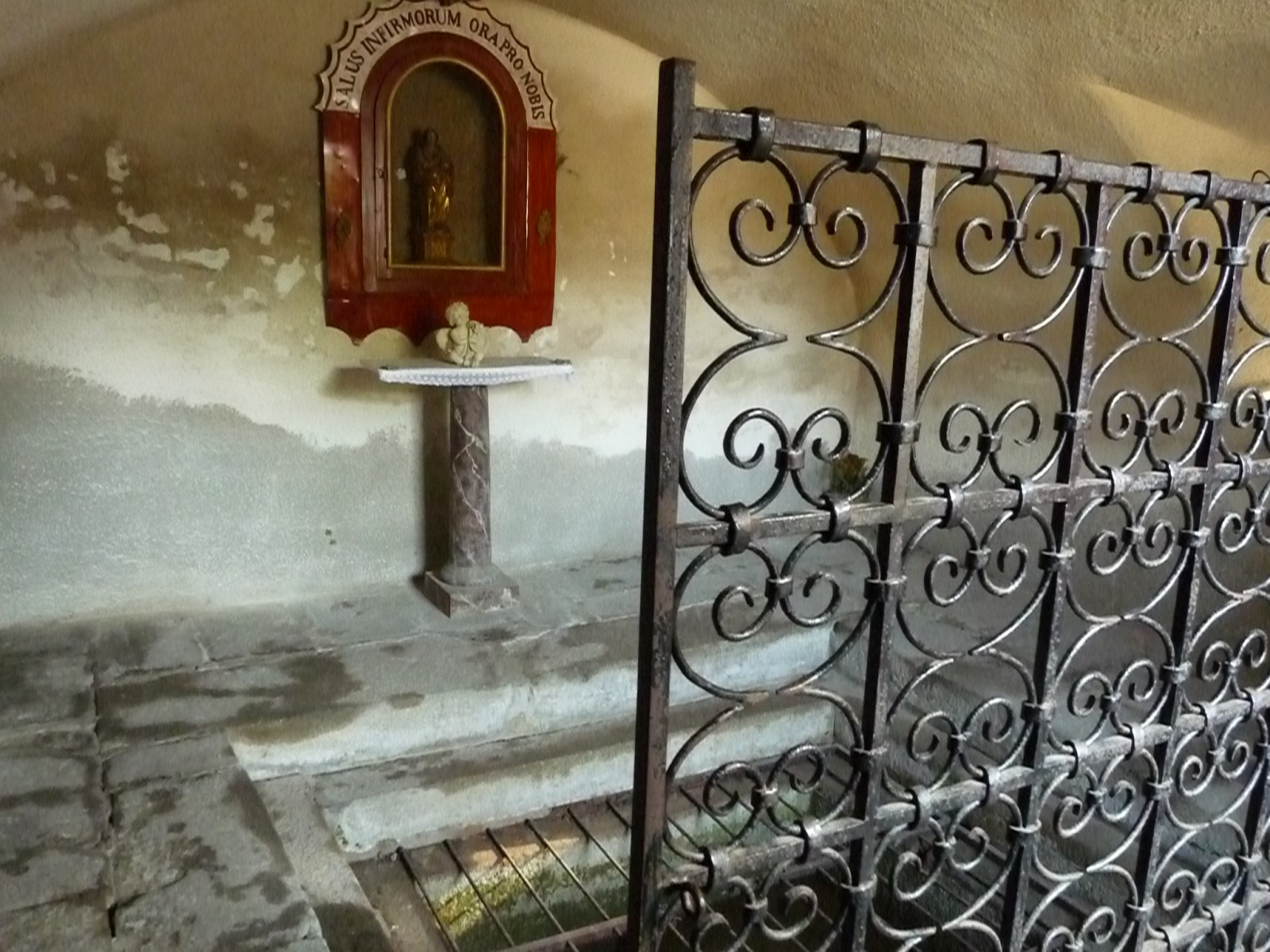
La fontaine miraculeuse, à l'extérieur de l'église
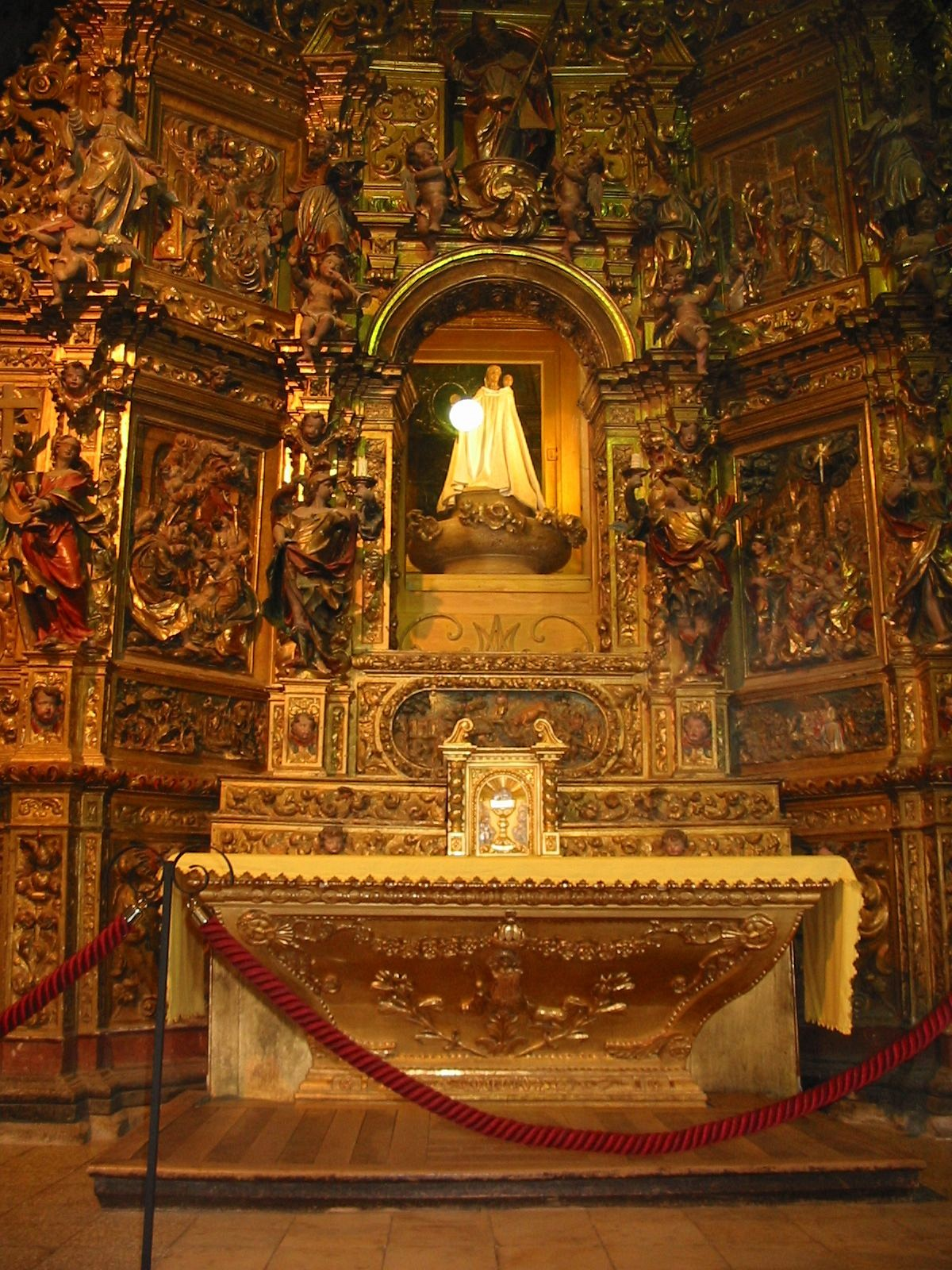
L'autel et la statue de la Vierge
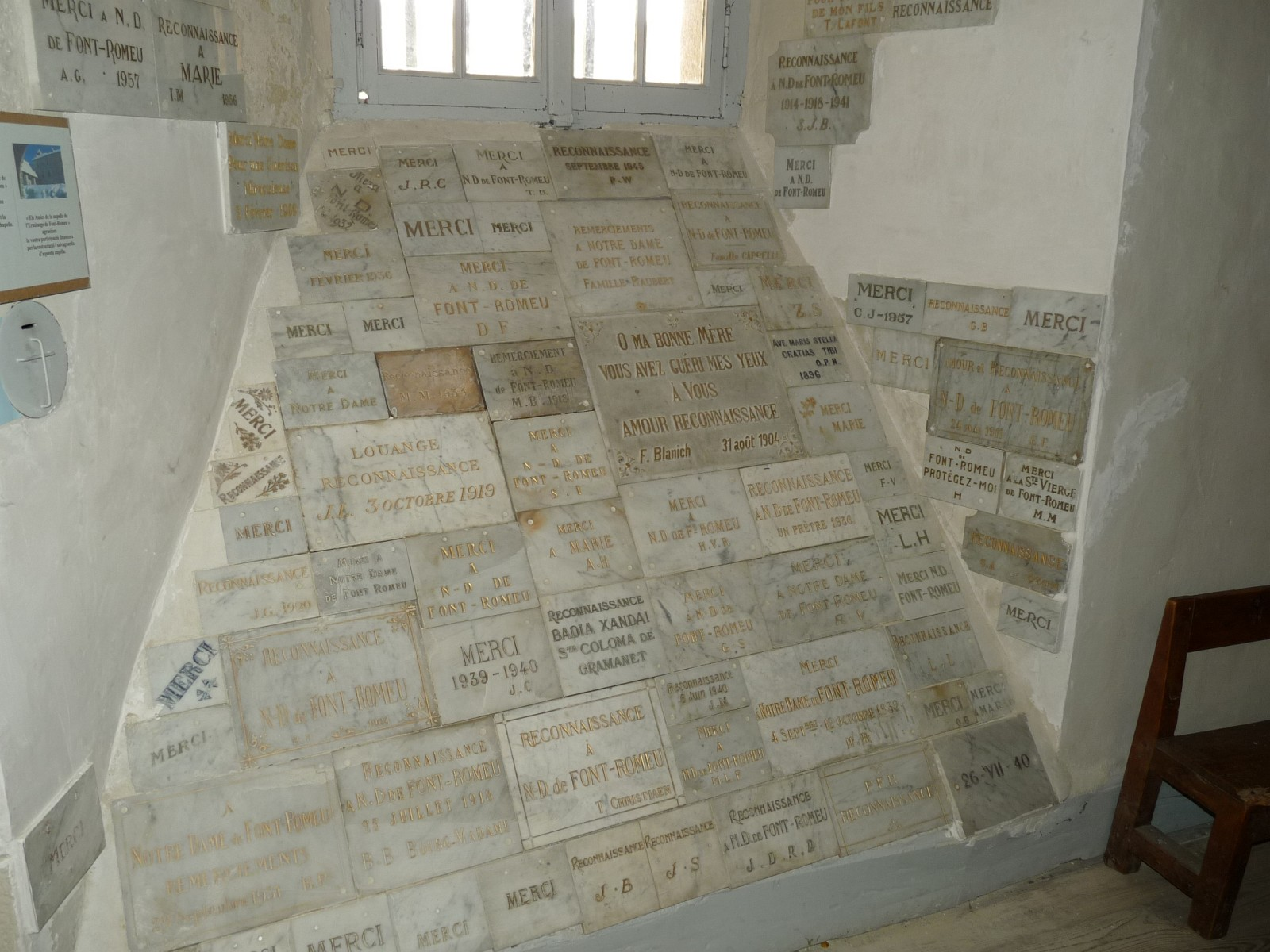
Ex-votos
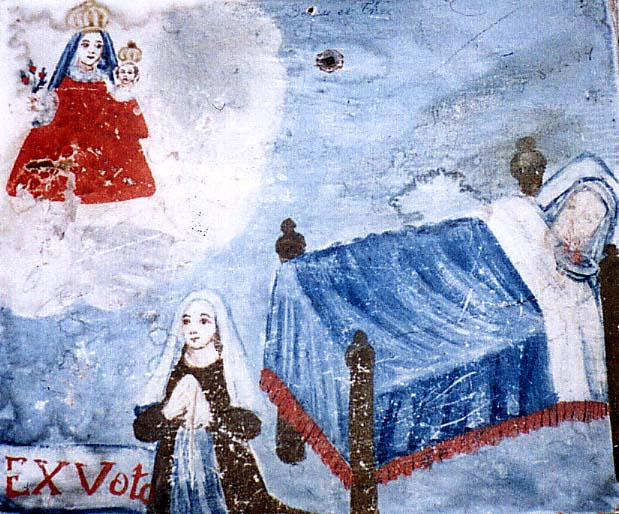
L'un des nombreux tableaux offerts en ex-voto
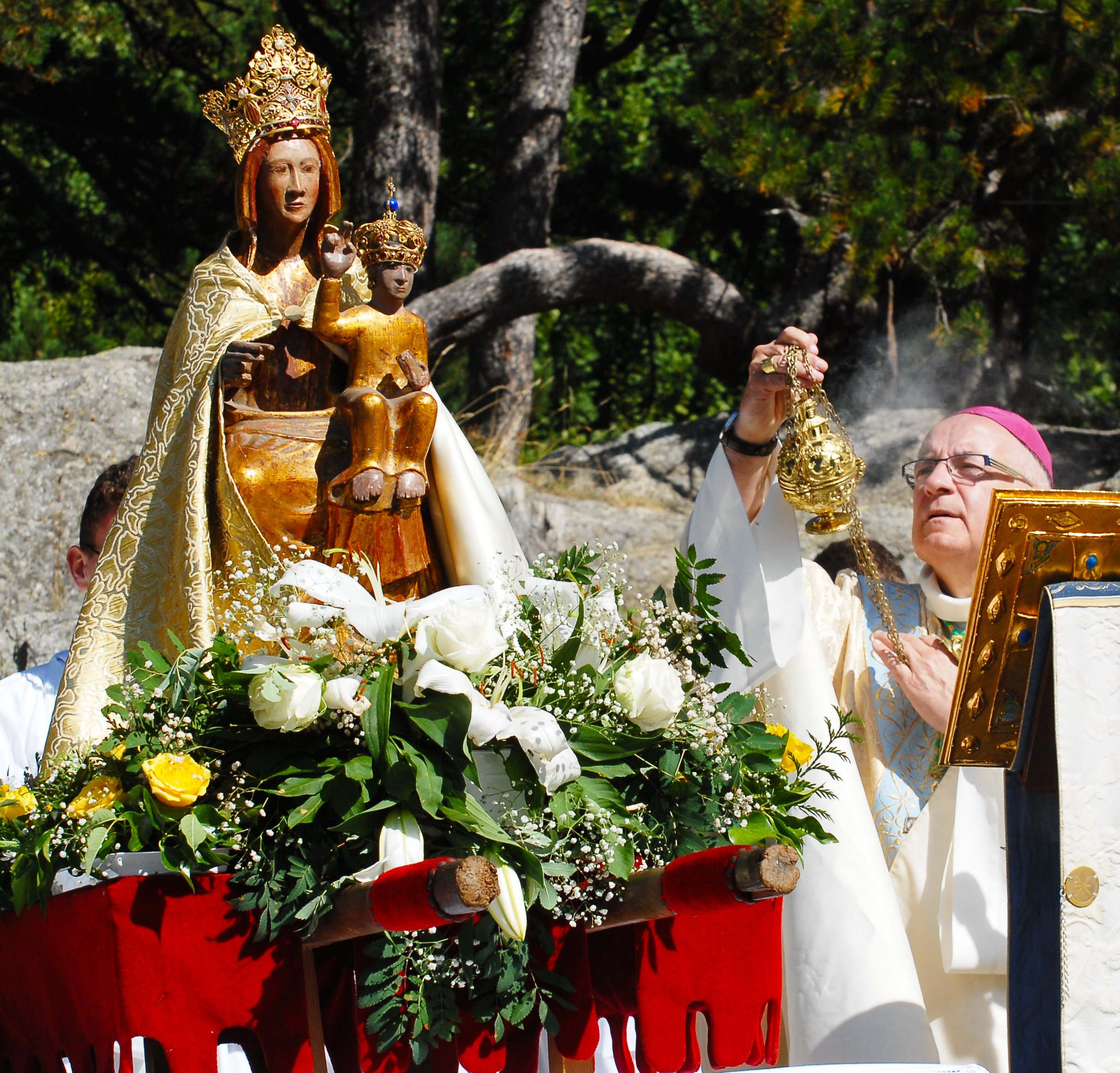
Encensement de la statue de Notre-Dame par Mgr Turini, évêque de Perpignan, lors de l'aplec de septembre 2016